# اسکار گوسلر
اسکار گوسلر (انگلیسی: Oskar Goßler; ۲۶ ژوئن ۱۸۷۵ – ۱۵ فوریهٔ ۱۹۵۳) قایقران روئینگ اهل آلمان بود.